# Мальта на зимових Олімпійських іграх 2022
Мальта взяла участь у зимових Олімпійських іграх 2022, що тривали з 4 до 20 лютого в Пекіні (Китай).
Збірна Мальти складалася з однієї сноубордистки Дженіс Спітері, яка несла прапор своєї країни на церемонії відкриття.

## Спортсмени
Кількість спортсменів, що взяли участь в Іграх, за видами спорту.
| Вид спорту  | Чоловіки | Жінки | Загалом |
| ----------- | -------- | ----- | ------- |
| Сноубординг | 0        | 1     | 1       |
| Загалом     | 0        | 1     | 1       |

## Сноубординг
Від Мальти на Ігри кваліфікувалася одна сноубордистка, що змагалась у дисципліні хафпайп. Це був дебют країни на зимових Олімпійських іграх у цьому виді спорту.
Сноубординг
Жінки
| Спортсмен      | Дисципліна | Кваліфікація | Кваліфікація | Кваліфікація | Кваліфікація | Фінал        | Фінал        | Фінал        | Фінал        | Фінал        |
| Спортсмен      | Дисципліна | 1-ша спроба  | 2-га спроба  | Краща        | Місце        | 1-ша спроба  | 2-га спроба  | 3-тя спроба  | Краща/Сума   | Місце        |
| -------------- | ---------- | ------------ | ------------ | ------------ | ------------ | ------------ | ------------ | ------------ | ------------ | ------------ |
| Дженіс Спітері | Хафпайп    | 7.25         | 25.25        | 25.25        | 21           | Не потрапила | Не потрапила | Не потрапила | Не потрапила | Не потрапила |